# 潘清亶
潘清亶（1522年—？），字懋誠，號雲麓，浙江紹興府上虞縣，明朝政治人物。

## 生平
嘉靖三十一年（1552年）壬子科浙江鄉試第十八名举人，嘉靖三十五年（1556年），登丙辰科会试一百三十名，第三甲第三十四名進士。工部观政，授直隶休宁县知县，三十八年九月考选江西道試監察御史，三十九年三月實授。四十一年十月升湖广按察司佥事，四十四年升参议，疏請致仕，卒。

## 家族
曾祖潘旻，贈兵部主事；祖父潘應，贈工部員外郎；父潘武錫，應例冠帶。母馮氏。兄清正、清彦、清宦、清祜，俱生员；清文（省祭官）、弟清立、清亮、清章（监生）、清学（生员）。